# Dominique Dupuy
Abate Dominique Dupuy ( * 1812 - 1885 ) fue un religioso, botánico y malacólogo francés.
- La abreviatura «Dupuy» se emplea para indicar a Dominique Dupuy como autoridad en la descripción y clasificación científica de los vegetales.[2]